# Tortilja
Tortilja (špa. tortilla) je vrsta tanke pogače napravljena od fino samljevenoga pšeničnoga brašna.
Izvorno su bile kukuruzne tortilje prije dolaska Europljana u Ameriku, a tortilja od pšeničnoga brašna bila je inovacija nakon otkrića pšenice u Novome svijetu, dolaskom doseljenika iz Španjolske. 
Kukuruzne tortilje jele su se tisućama godina na sjeveru, sjeverozapadu i sjeveroistoku Meksika, gdje su bile glavna hrana američkih indijanskih plemena. U novije vrijeme, druge zemlje počele su se zanimati za meksičku kuhinju pa se meksička hrana proširila osobito u Sjevernoj Americi, Europi i istočnoj Aziji.
Tortilje se obično pripremaju s mesom kako bi se dobila jela kao što su: tacosi, burritosi (jelo koje potječe iz sjevernog Meksika) i enchiladasi. Tortilje se također koriste u jelu baleadas, tipičnom za Honduras. Tijesto za tortilju radi se bez kvasca. 